# Svépravický potok
Svépravický potok pramení nedaleko zábavního parku "Tvrz Hummer" a vlévá se do Rokytky jako její pravostranný přítok.

## Popis toku
Potok pramení nedaleko zábavního parku na jihovýchodní hraně Horních Počernic. Koryto je místy suché. Pokračuje kolem Xaverova východním směrem, kde se u ulice Božanovské stáčí na jih. Zde v lese nabírá vody napravo z potoka, který teče z rybníka Obora a poté se vlévá do rybníka Barbora. Dále teče převážně západním směrem; v Horních Počernicích protéká rybníky Eliška, Xaverovským a Biologickým. V Dolních Počernicích protéká rybníkem Martiňák (Čeněk) a v Hostavicích se vlévá do Rokytky.

## Galerie

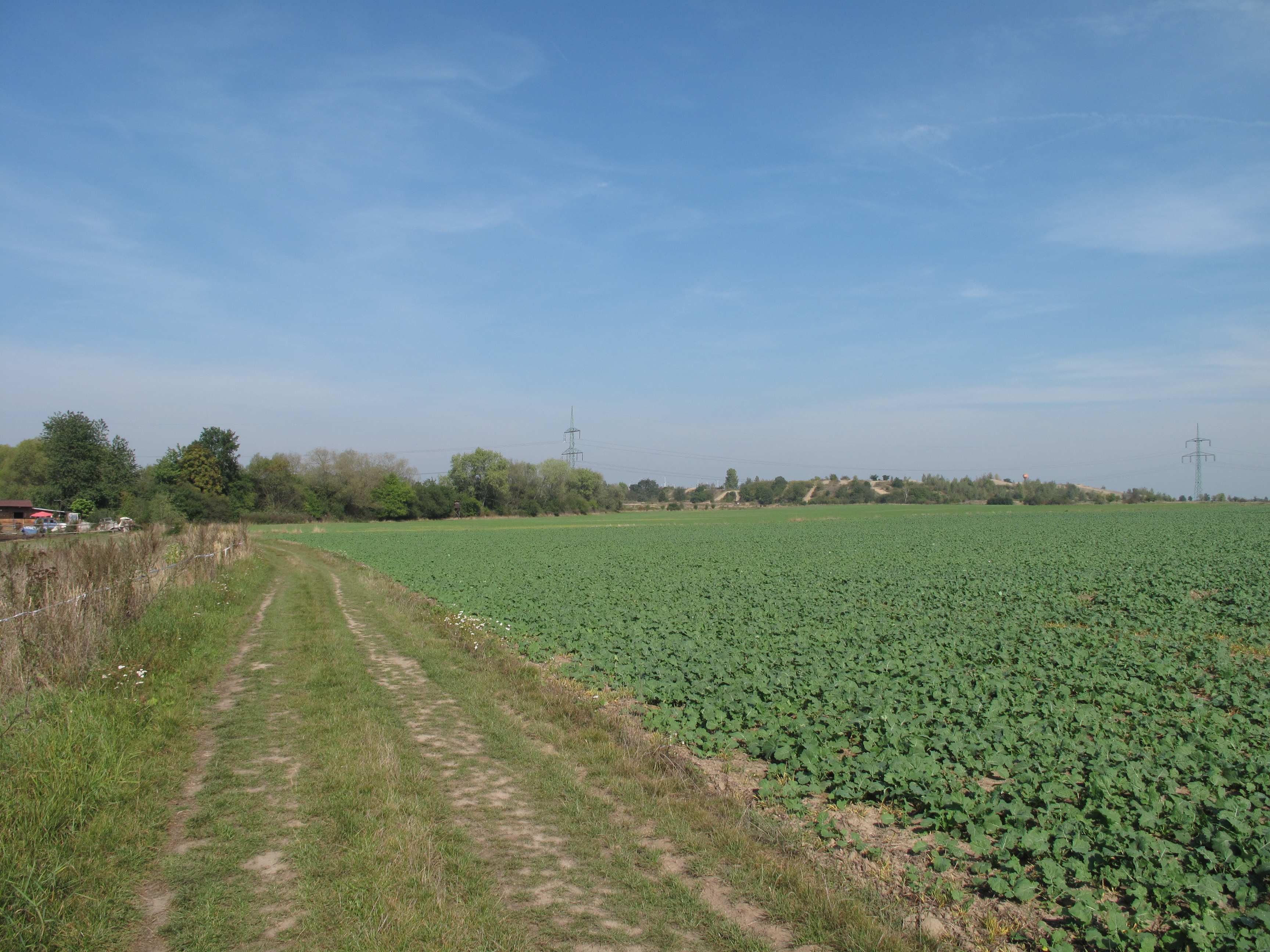
Pramenná oblast
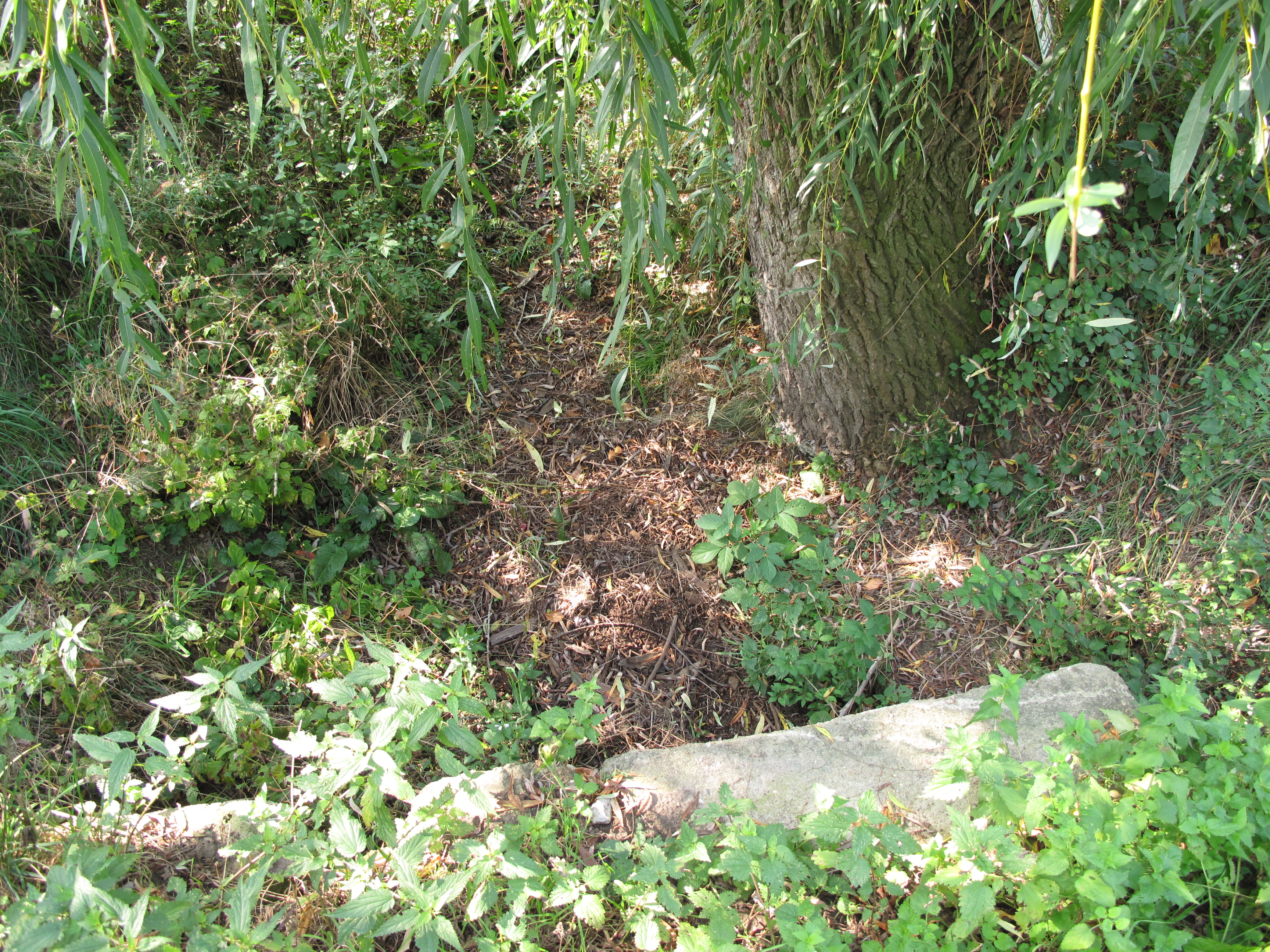
Suché koryto u pramenné oblasti
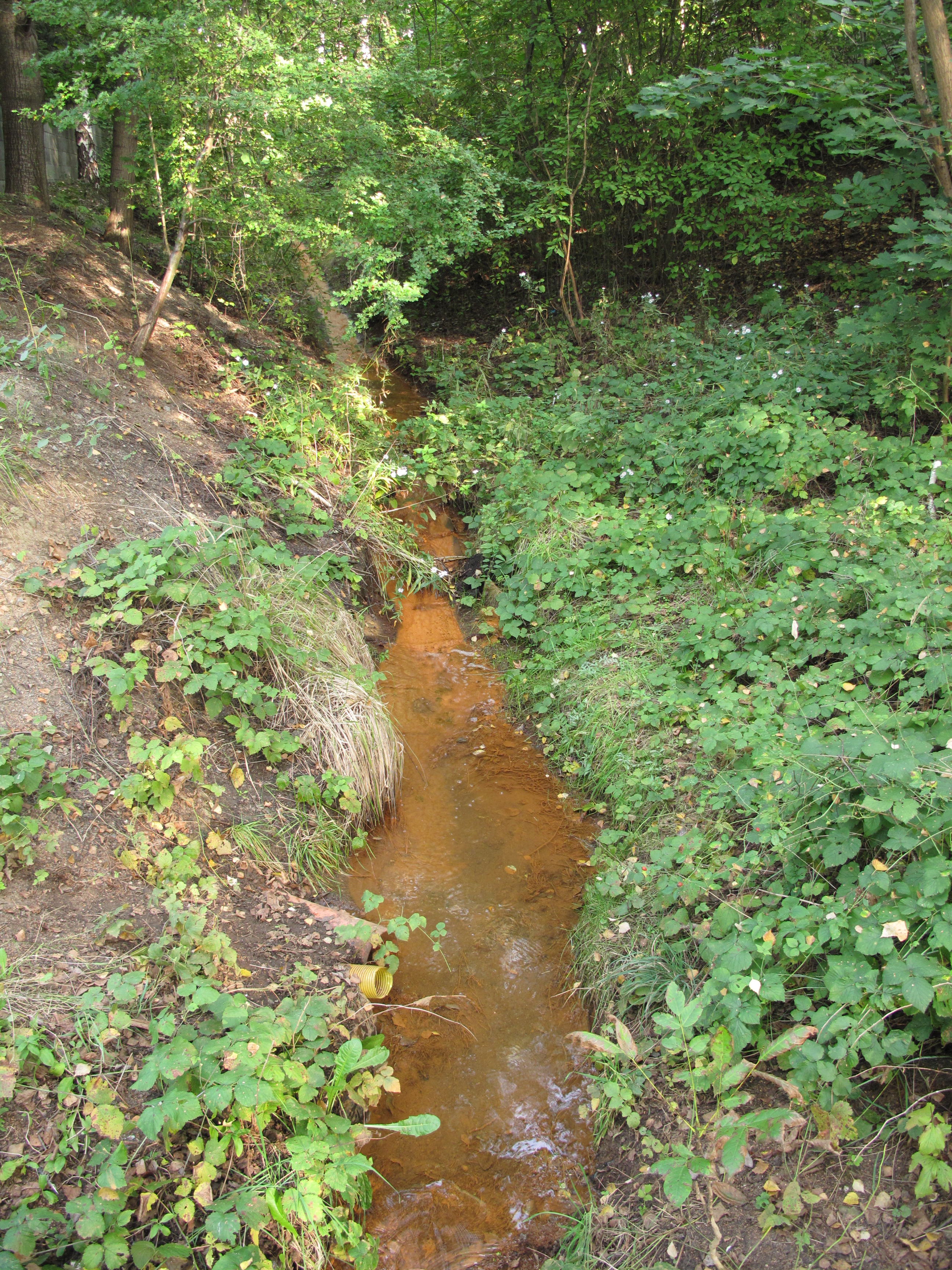
Průběh toku
- U Xaverovského rybníka I
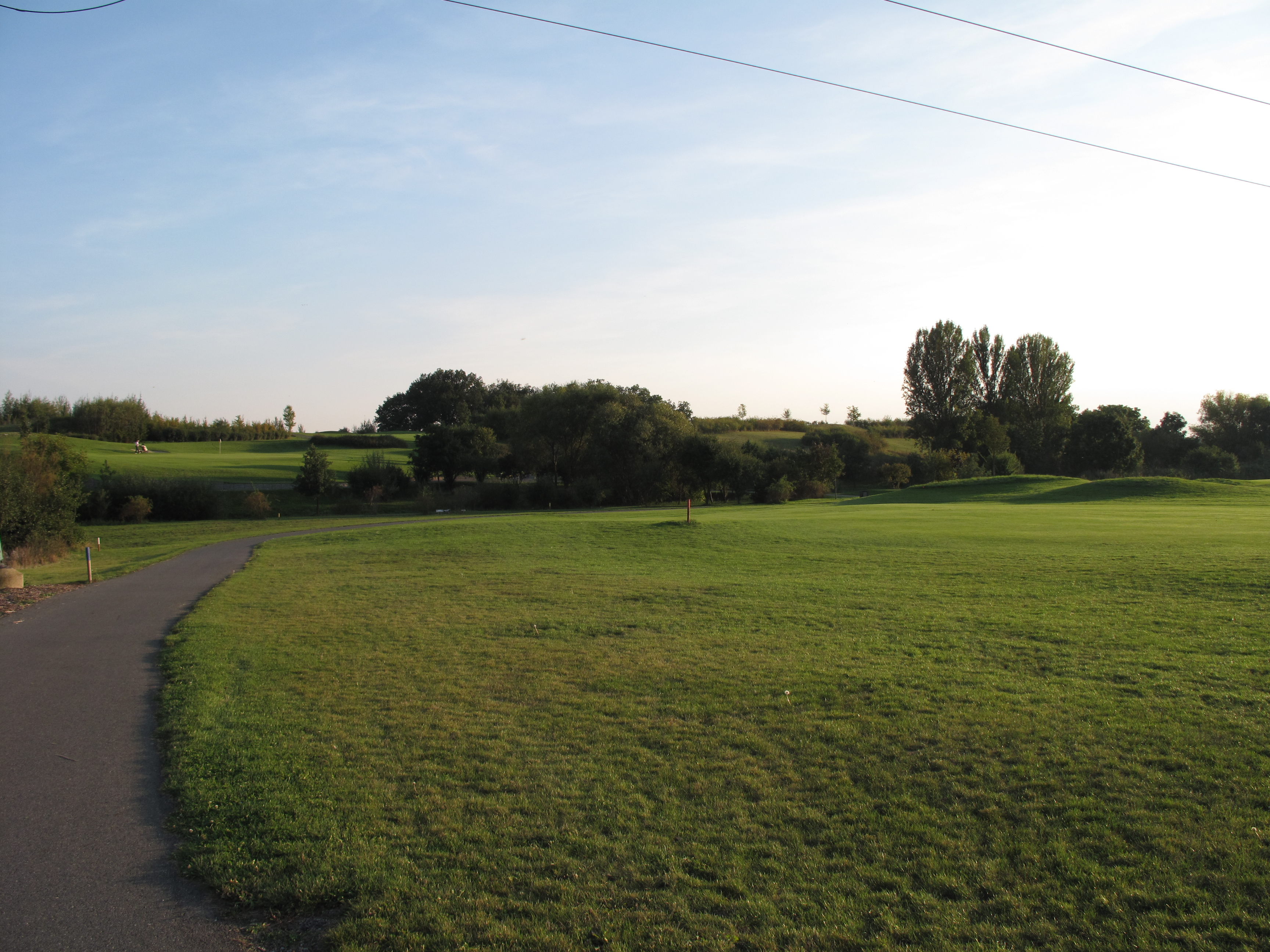
Na golfovém hřišti
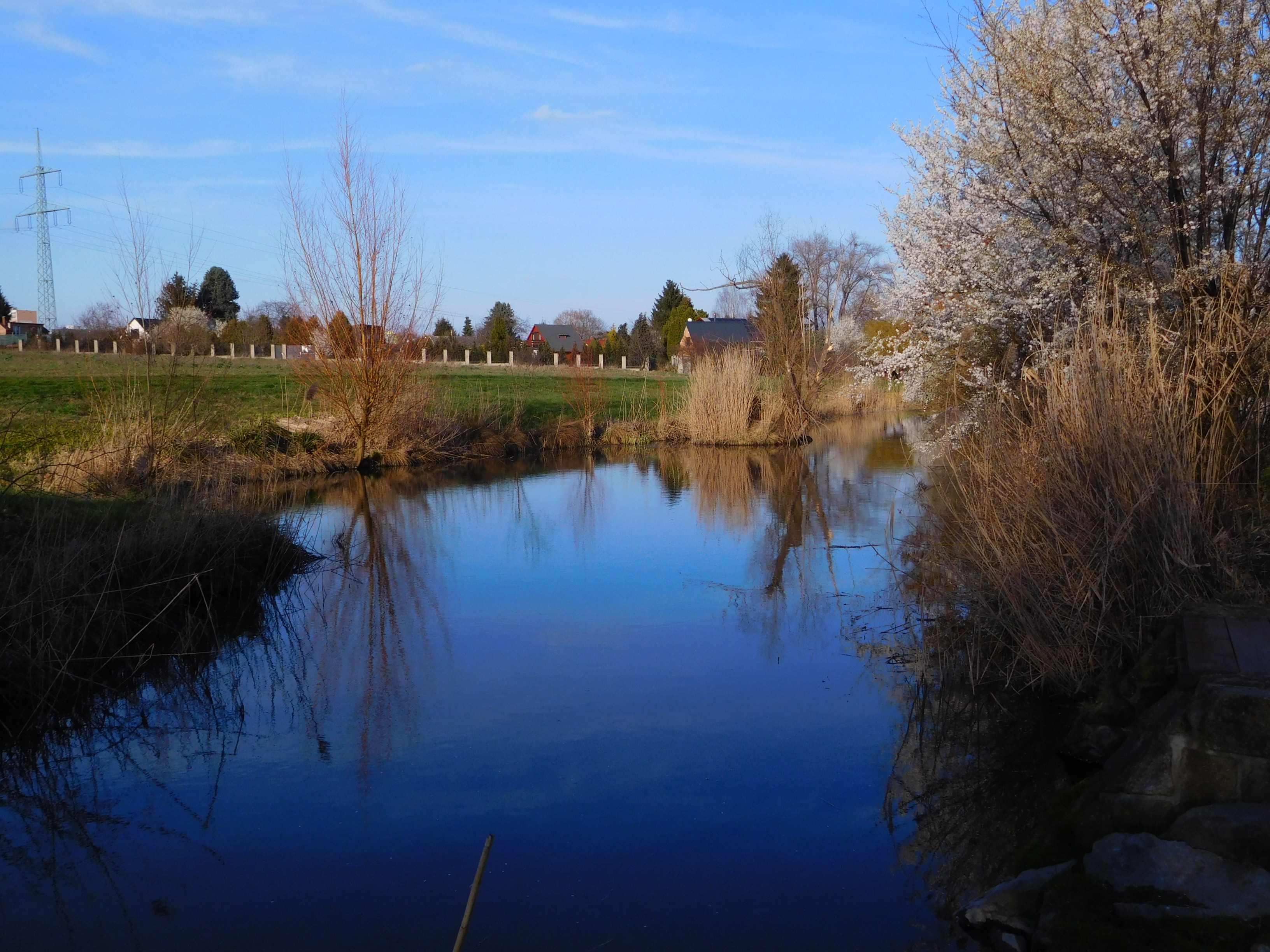
Na západním kraji Dolních Počernic
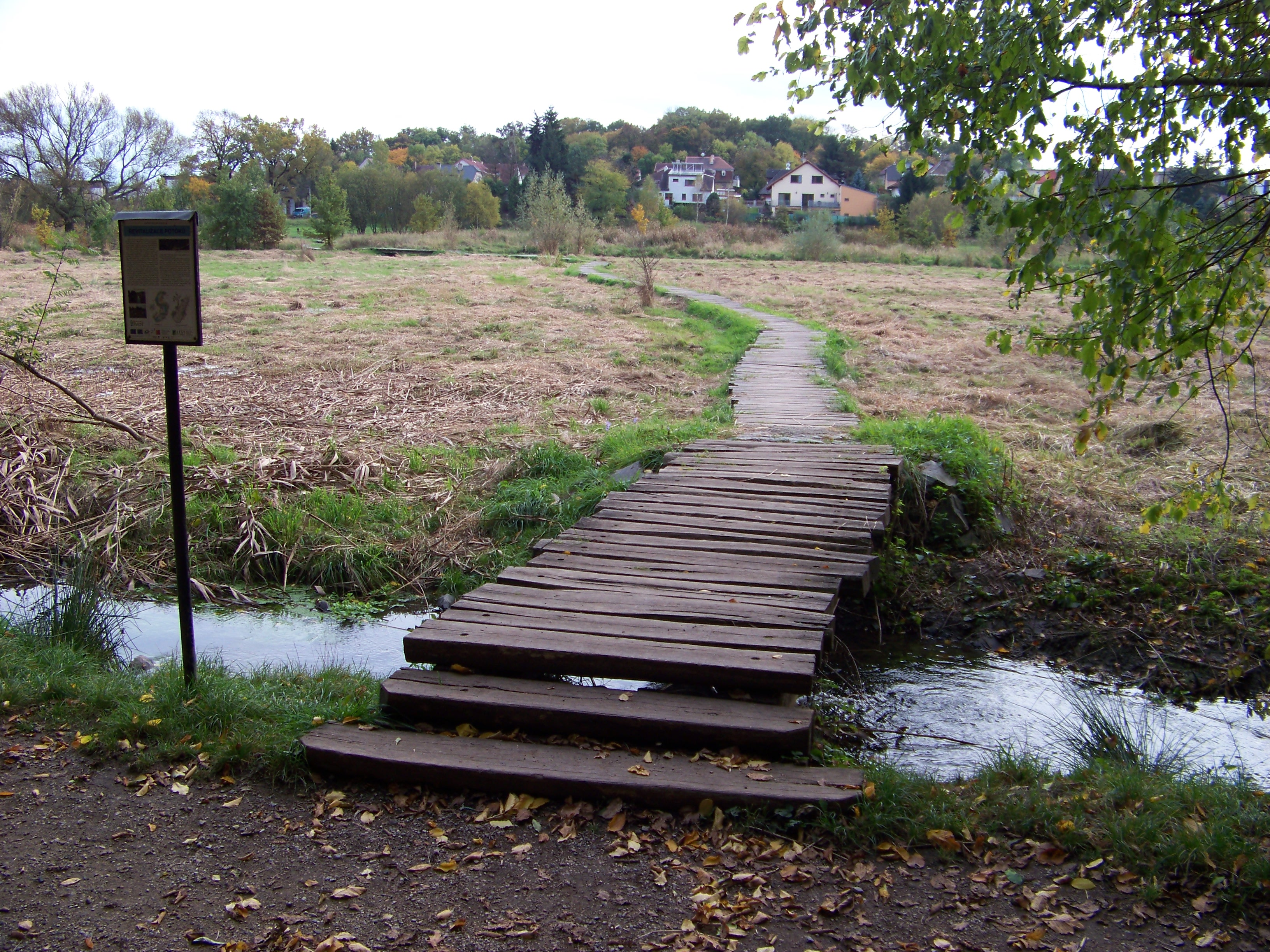
Lávka pod Horkou